# Mallefougasse-Augès
Mallefougasse-Augès település Franciaországban, Alpes-de-Haute-Provence megyében. Lakosainak száma 325 fő (2022. január 1.). Mallefougasse-Augès Châteauneuf-Val-Saint-Donat, Cruis, Montfort, Montlaux, Peyruis és Valbelle községekkel határos.

## Népesség
A település népességének változása:
| Lakosok száma | 22   | 78   | 98   | 201  | 310  | 326  | 327  | 322  | 325  | 325  |
|               | 1968 | 1982 | 1990 | 2006 | 2013 | 2015 | 2017 | 2019 | 2020 | 2022 |